# Hilbert-Samuel-Polynom
Das Hilbert-Samuel-Polynom ist ein Begriff aus den mathematischen Teilgebieten der kommutativen Algebra und der algebraischen Geometrie. Es wird dort in der Dimensionstheorie und in der Berechnung der Schnittpunkte gebraucht. Während der Grad für die Dimensionstheorie wichtig ist, spielen die Koeffizienten für die Schnitttheorie der algebraischen Geometrie eine Rolle. Benannt wurde es nach David Hilbert und Pierre Samuel.
Dieser Artikel beschäftigt sich mit kommutativer Algebra. Insbesondere sind alle betrachteten Ringe kommutativ und haben ein Einselement. Ringhomomorphismen bilden Einselemente auf Einselemente ab. Für weitere Details siehe Kommutative Algebra.

## Definitionen
Es sei
{\displaystyle R=\bigoplus _{n\in \mathbb {N} }R_{n}}
ein graduierter Ring mit folgenden Eigenschaften:
1. {\displaystyle R_{0}} ist ein {\displaystyle R_{0}}-Modul von endlicher Länge
2. {\displaystyle R} wird als Ring von {\displaystyle R_{0}} und endlich vielen Elementen {\displaystyle a_{1},\dots ,a_{r}} erzeugt.
3. {\displaystyle M} sei ein graduierter endlicher {\displaystyle R}-Modul.

Dann wird die Funktion
{\displaystyle f\colon \mathbb {N} \to \mathbb {N} }
{\displaystyle f\colon n\mapsto l_{R_{0}}\left(\bigoplus _{i=0}^{n-1}M_{i}\right)}
Hilbert-Samuel-Funktion genannt
Unter den Voraussetzungen der Definition (und mit diesen Bezeichnungen) gilt folgender Satz:
- Für große {\displaystyle n} ist die Hilbert-Samuel-Funktion ein Polynom {\displaystyle P[X]} aus {\displaystyle \mathbb {Q} [X]}. Es ist {\displaystyle grad(P[X])\leq r} und der höchste Koeffizient von {\displaystyle P[X]} ist positiv.

Das bedeutet, dass es ein :{\displaystyle P[X]\in \mathbb {Q} [X]}
und ein
{\displaystyle :k\in \mathbb {N} }
gibt, sodass für alle {\displaystyle n>k} gilt:
{\displaystyle f(n)=P(n)}
Dieses Polynom heißt das Hilbert-Samuel-Polynom.

### Dimensionstheorie
Ist {\displaystyle A} ein lokaler Ring mit maximalem Ideal {\displaystyle m}, und
{\displaystyle \mathrm {gr} _{m}(A):=\bigoplus _{n\in \mathbb {N} }m^{n}/m^{n+1}}
der graduierte Ring zu diesem Ideal. Dann gilt für den Grad des Hilbertpolynoms {\displaystyle \mathrm {P} _{m}(\mathrm {gr} _{m}(A))} dieses Ringes (betrachtet als Modul über sich selbst):
{\displaystyle \mathrm {grad} (\mathrm {P} _{m}(\mathrm {gr} _{m}(A)))=\mathrm {dim} (A)}
({\displaystyle \mathrm {dim} (A)} ist die Krulldimension des Ringes)